# 里亚耶
里亚耶（法語：Riaillé，法語發音：[ʁjaje] ⓘ）是法国大西洋卢瓦尔省的一个市镇，位于该省东北部，属于沙托布里扬-昂斯尼区。

## 地理
里亚耶（47°31'8"N, 1°17'44"W）面积50.02 平方千米，位于法国卢瓦尔河地区大区大西洋卢瓦尔省，该省份为法国西北部沿海省份，位于布列塔尼半岛东南部，北起伊勒-维莱讷省，西北接莫尔比昂省，西临大西洋，南至旺代省，东临曼恩-卢瓦尔省。
与里亚耶接壤的市镇（或旧市镇、城区）包括：大欧韦内、埃德尔河畔茹埃、布列塔尼地区拉梅耶赖、帕讷塞、泰耶、埃德尔河畔特朗、瓦隆德莱德尔。

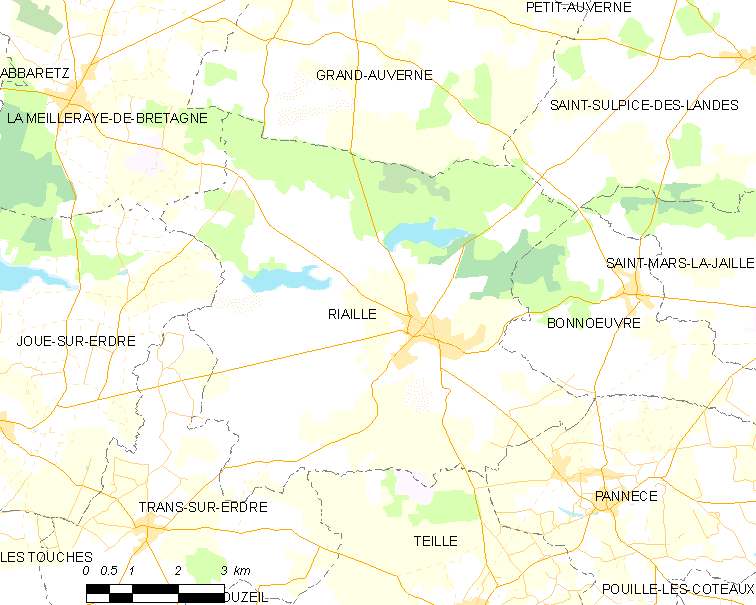
里亚耶的OSM定位图

里亚耶的时区为UTC+01:00、UTC+02:00（夏令时）。

## 行政
里亚耶的邮政编码为44440，INSEE市镇编码为44144。

## 政治
里亚耶所属的省级选区为埃德尔河畔诺尔县。

## 人口

1962-2008年间里亚耶人口变化图示

里亚耶于2022年1月1日时的人口数量为2358人。